# Douradinho
Douradinho é um distrito do município mineiro de Machado. Já foi nomeado como São João Batista do Douradinho. Fica aproximadamente 30 quilometros da sede do município. Faz limites com Cordislândia, Turvolândia, Carvalhópolis e Paraguaçu. O arraial surgiu antes da sede do município. A lei provincial nº 239, de 
30 de novembro de 1842, estabelece Douradinho como distrito de Alfenas e a lei estadual nº 2, de 14 de setembro de 1891, anexa o distrito à vila de Santo Antônio do Machado. Hoje, Douradinho é distrito de Machado, mas o “Almanach Sul-Mineiro para 1874” (pág. 43), editado por Bernardo Saturnino da Veiga, refere que ambos eram distritos de Alfenas, cuja Comarca Eclesiástica também abrangia o território. O mesmo almanaque (pág. 46), informa que dos 40 votos do colégio eleitoral de Alfenas, para eleição de deputados (eleição indireta, anterior à “Lei Saraiva”),  Machado tinha 5 votos, São Joaquim (Alterosa) tinha 9 votos, Douradinho tinha 8 votos e Carmo da Escaramuça (Paraguaçu) tinha 4 votos. Portanto, Douradinho, que hoje é distrito de Machado, possuía mais eleitores para escolha dos políticos representantes do que a cidade a qual hoje está vinculada. Seus 8 votos equivaliam ao número de votos de Varginha.